# Heimosodat

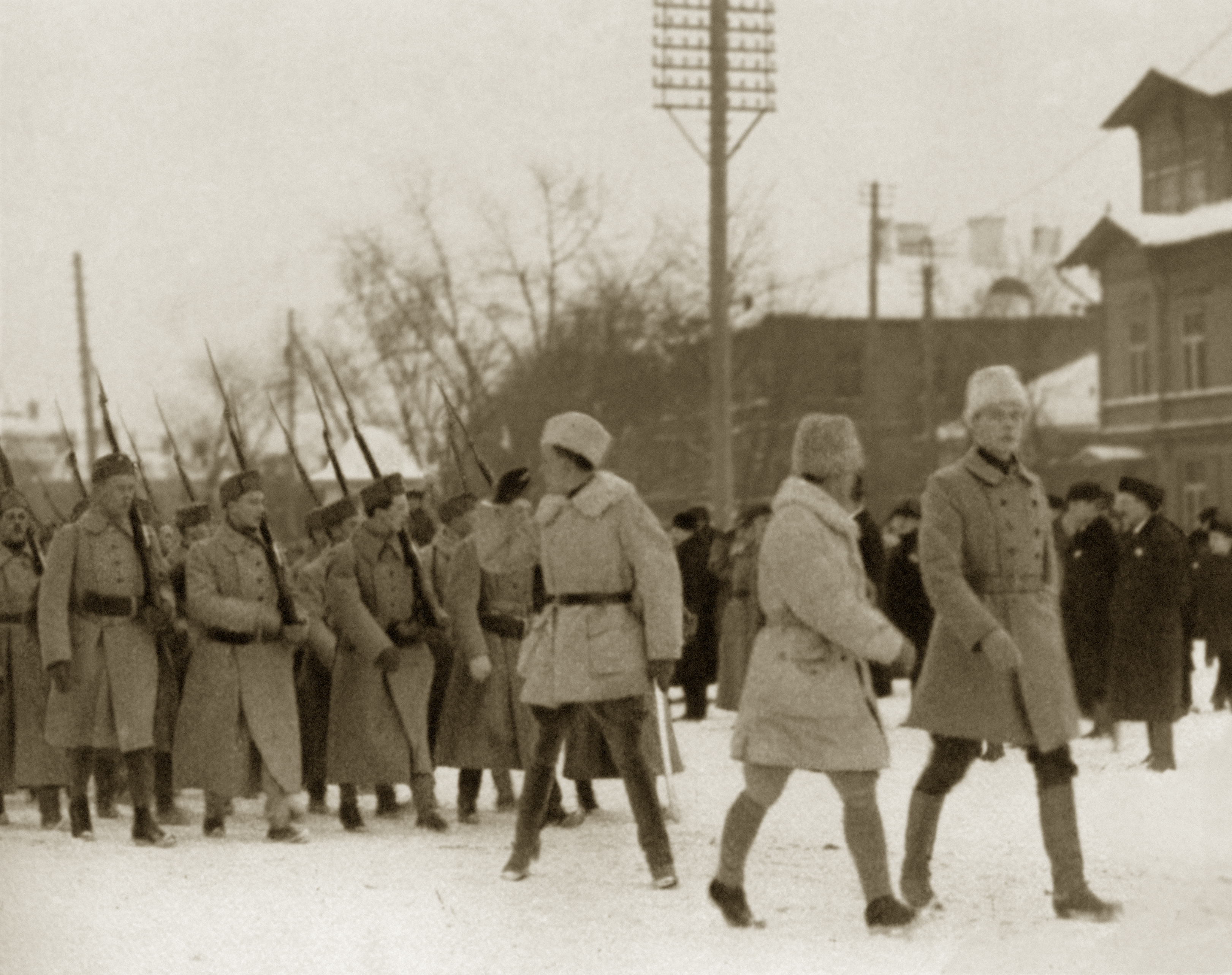
Finští dobrovolníci roku 1918

Heimosodat (jednotné číslo heimosota) je finské označení pro sérii soukromých ozbrojených expedic do Karélie, jež v letech 1918–1922 pořádali nacionalističtí aktivisté. Karélie byla tehdy pod kontrolou sovětského Ruska a Finové s Rusy o oblast osídlenou baltofinským obyvatelstvem dlouhodobě soupeřili. Pojem heimosodat by se dal přeložit jako "války za spřízněné národy". Mnoho dobrovolníků bylo inspirováno myšlenkou „Velkého Finska“ a usilovalo o připojení Karélie k Finsku. Někdy šlo o vojenskou pomoc místním protiruským nebo protibolševickým povstáním v Karélii (zejména východokarelské povstání, jež vypuklo 6. listopadu 1921). Některé tyto operace byly vpleteny do průběhu ruské občanské války nebo estonské války za nezávislost. Zároveň se prolínaly s finskou občanskou válkou – většinu dobrovolníků tvořili příslušníci finských bílých gard a kupříkladu při tzv. vienanské expedici hájili karelské železnice před finskými heimosodatisty příslušníci finských rudých gard, kteří byli do Karélie vytlačeni právě během finské občanské války (tzv. Murmanská legie). Podle historika Aapo Roselia se výprav zúčastnilo asi 10 000 dobrovolníků z Finska. Ke hlavním velitelům dobrovolnických jednotek patřil Kurt Martti Wallenius.